# Charles Dawson (giocatore di snooker)
Charles Dawson (Huddersfield, 20 dicembre 1866 – Huddersfield, 16 luglio 1921) è stato un giocatore di snooker inglese, quattro volte campione del mondo di English Biliards.

## Carriera
Charles Dawson vinse quattro titoli di English Biliards tra il 1899 e il 1903, battendo Harry Stevenson nel 1900, nel 1901 e nel 1903.
Tra il 1907 e il 1909, l'inglese disputò quello che è, molto probabilmente, il primo torneo nella storia dello snooker, ovvero l'American Tournament, che Dawson conquistò il 15 marzo 1908.
Si ritirò da entrambe le specialità nel 1909, a causa di alcuni problemi alla vista, e morì il 16 luglio 1921.

## Risultati
In questa tabella sono riportati i risultati nei tornei di snooker in cui Charles Dawson ha partecipato.
| Competizioni                     | Anni               | Risultati          | Vincite | Century Breaks | Miglior break |
| -------------------------------- | ------------------ | ------------------ | ------- | -------------- | ------------- |
| The American Tournament          | 1907-1908          | 1°                 | £25     | 0              | ?             |
| The American Tournament          | 1908-1909          | 5°                 | £0      | 0              | ?             |
| Totale (The American Tournament) | 2 partecipazioni   | 2 partecipazioni   | £25     | 0              | ?             |
| Totale carriera                  | 2 torneo disputati | 2 torneo disputati | £25     | 0              | ?             |

## Statistica match
| Round         | Match | Vittorie | Pareggi | Sconfitte | % vittorie |
| ------------- | ----- | -------- | ------- | --------- | ---------- |
| Fase a gironi | 6     | 6        | 0       | 0         | 100%       |
| Totale        | 6     | 6        | 0       | 0         | 100%       |

## Testa a testa
Nella seguente tabella vengono elencati giocatori per numero di sfide contro Charles Dawson.
| N° | Giocatore       | Match | Vittorie | % vittorie |
| -- | --------------- | ----- | -------- | ---------- |
| 1  | Tom Aiken       | 1     | 1        | 100%       |
| 2  | Walter Lovejoy  | 1     | 1        | 100%       |
| 3  | Tom Reece       | 1     | 1        | 100%       |
| 4  | Melbourne Inman | 1     | 1        | 100%       |
| 5  | Cecil Harverson | 1     | 1        | 100%       |
| 6  | James Collens   | 1     | 1        | 100%       |

      Saldo positivo

## Tornei vinti

### Biliardo inglese
- World Biliard Championship: 4 (1899, 1900, 1901, 1903)

### Snooker
- The American Tournament: 1 (1907-1908)